# Каракудук (Амангельдинський район)
Каракуду́к (каз. Қарақұдық) — село у складі Амангельдинського району Костанайської області Казахстану. Входить до складу Амантогайського сільського округу.
У радянські часи село називалось Карикудук.
Населення — 30 осіб (2021; 53 у 2009, 0 у 1999, 142 у 1989).